# Agapetus episkopi
Agapetus episkopi là một loài Trichoptera trong họ Glossosomatidae. Chúng phân bố ở miền Cổ bắc.